# 小酒井不木
小酒井不木（1890年10月8日—1929年4月1日），本名小酒井光次，是一名日本著名推理小說作家，畢業於東京帝國大學醫學部，學士畢業後研究生理學和血清學。1917年，小酒井不木以大學副教援的身份出國留學，至直1920年因病回國。1921年，他正式獲得醫學博士學位。自1915年起，他便開始撰寫與推理及殺人為題材的論文，當中包括《毒及毒殺的研究》、《殺人論》及《犯罪文學論》等，因此結識了偵探雜誌的主編森下村雨。1923年，江戶川亂步投稿二分銅幣，正是得到森下村雨及小酒井不木的肯定才得以刊載。1929年起，小酒井不木發表推理小說，當中包括《畫家之罪》、《愚人之毒》及《臨死者奇聞》等等，合共116篇短篇及3篇長篇。1929年，小酒井不木肺病逝世。